# GM Serie LS
I motori GM Serie LS sono una famiglia di motori V8 a Ciclo Otto prodotti a partire dal 1997 dal gruppo automobilistico statunitense General Motors (o, per brevità, GM).

## Caratteristiche

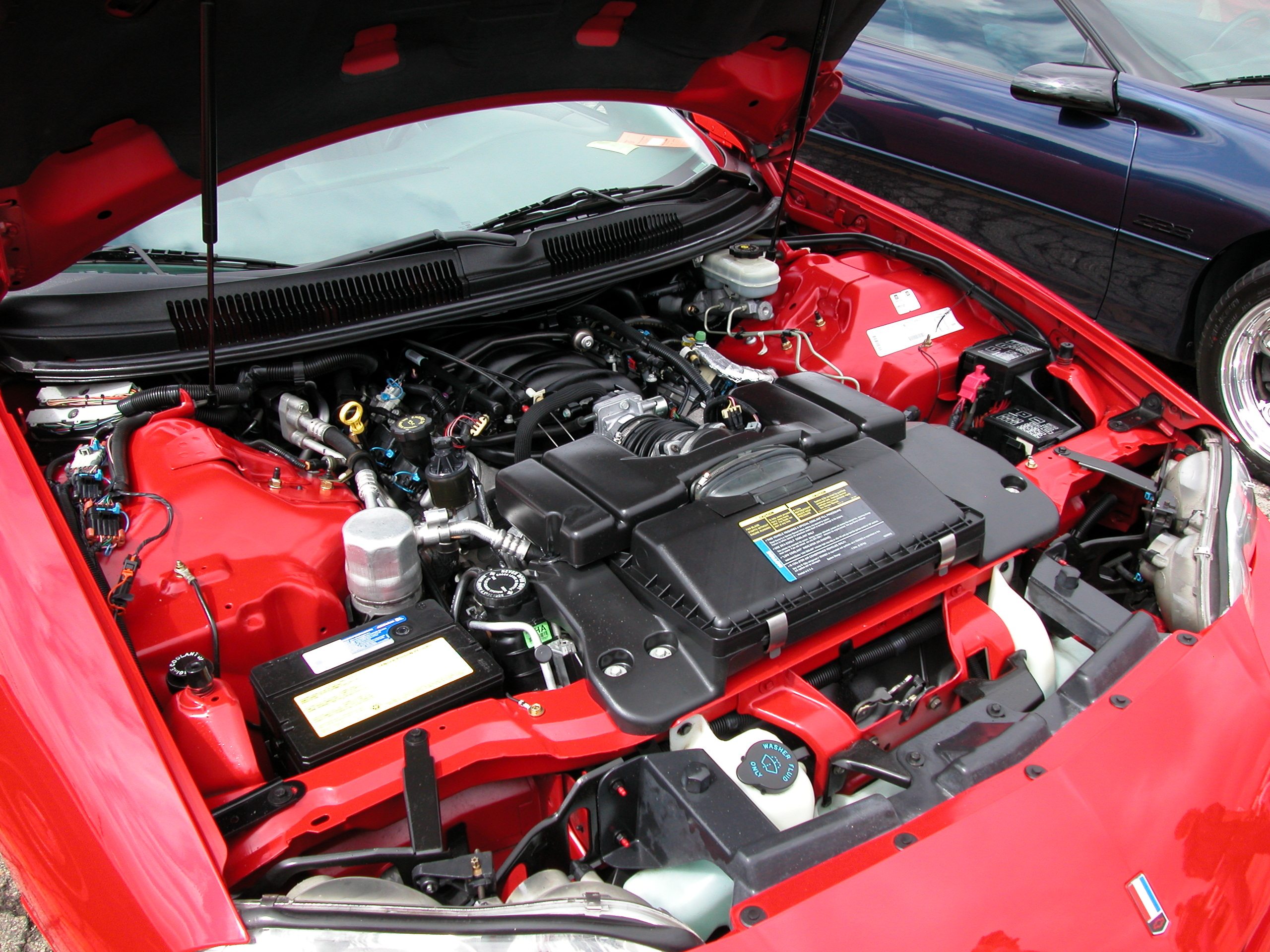
Vista di un motore LS1

I motori LS della General Motors hanno esordito nel 1997 e hanno raccolto il testimone di varie famiglie di motori, prima fra tutte la famiglia di motori LT. In seguito, grazie alla creazione di versioni LS via via sempre più grandi e prestanti, la famiglia LS si è proposta anche come erede dei classici motori Big-block di trent'anni prima.

I motori LS sono frutto di un progetto nuovo e hanno pochissimi punti in comune con i vecchi Small-block, anche con quelli di seconda generazione. I più evidenti sono l'architettura generale di tipo V8 con angolo di 90° tra le bancate e la distribuzione di tipo OHV, secondo la migliore tradizione statunitense. Per il resto, il motori LS sono realizzati interamente in lega di alluminio, tranne nei casi di motori LS utilizzati per fuoristrada, pick-up o SUV, casi in cui il basamento è in ghisa.

I motori LS hanno ricoperto inizialmente il ruolo di motori Small-block di terza generazione e in seguito, a partire dal 2004, hanno rivestito anche quello di Small-block di quarta generazione, e hanno conservato anche in questo caso la sigla LS.

### Terza generazione
La terza generazione di motori Small-block è caratterizzata da modifiche significative all'impianto di accensione, ora a una bobina per cilindro. È stato mutato anche l'ordine di accensione dei cilindri, in modo da uniformarlo a uno schema standard presente anche sui V8 concorrenti.

I motori Small-block di terza generazione sono stati proposti in due versioni illustrate di seguito.

#### LS1

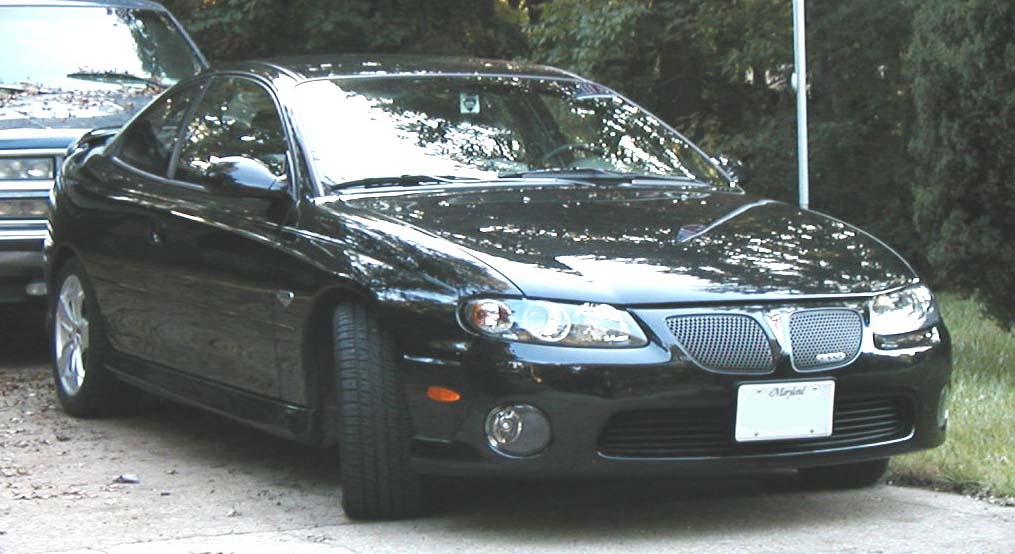
Una Pontiac GTO del 2004, esempio di applicazione del motore LS1

Il motore LS1 è il primo Small-block di terza generazione a esordire. Le diversità e il volersi distaccare dagli Small-block precedenti è visibile anche nella cilindrata. Questo motore ha infatti misure di alesaggio e corsa pari a 92x99 mm, per una cilindrata totale di 5666 cm³. Appare evidente che non si è più voluta rispettare la tradizione di avere un 5.7 da 5733 cc, ma si è voluto sottolineare il fatto di aver voltato pagina. Il motore LS1 è stato a sua volta proposto in più varianti con potenze comprese fra 305 e 350 CV ed è stato utilizzato prevalentemente nel mercato statunitense, ma anche in quello australiano. Per un breve periodo ha fatto capolino anche in un modello europeo, la Opel Omega B V8, ritirata dalla vendita dopo poche settimane a causa di problemi tecnici.

Invece sugli altri modelli questo motore si è fatto apprezzare per le sue doti di elasticità e potenza.

Le applicazioni del motore LS1 comprendono:
- Chevrolet Corvette C5 (tranne la Z06) (1997-2004);
- Chevrolet Camaro Mk4 Z28 (1998-2002);
- Pontiac Firebird Mk4 Formula, TransAm e TransAm WS6 (1998-2002);
- Pontiac GTO MY '04 (2004);
- Holden Commodore Ute,VT,VX,VY e VZ (1998-2005);
- Holden Statesman WH,WK,WL (1998-2005);
- Holden Caprice WH,WK,WL (1998-2005);
- Holden Monaro CV8 (2001-05);
- Elfin MS8 Streamliner (2006-07).

#### LS6

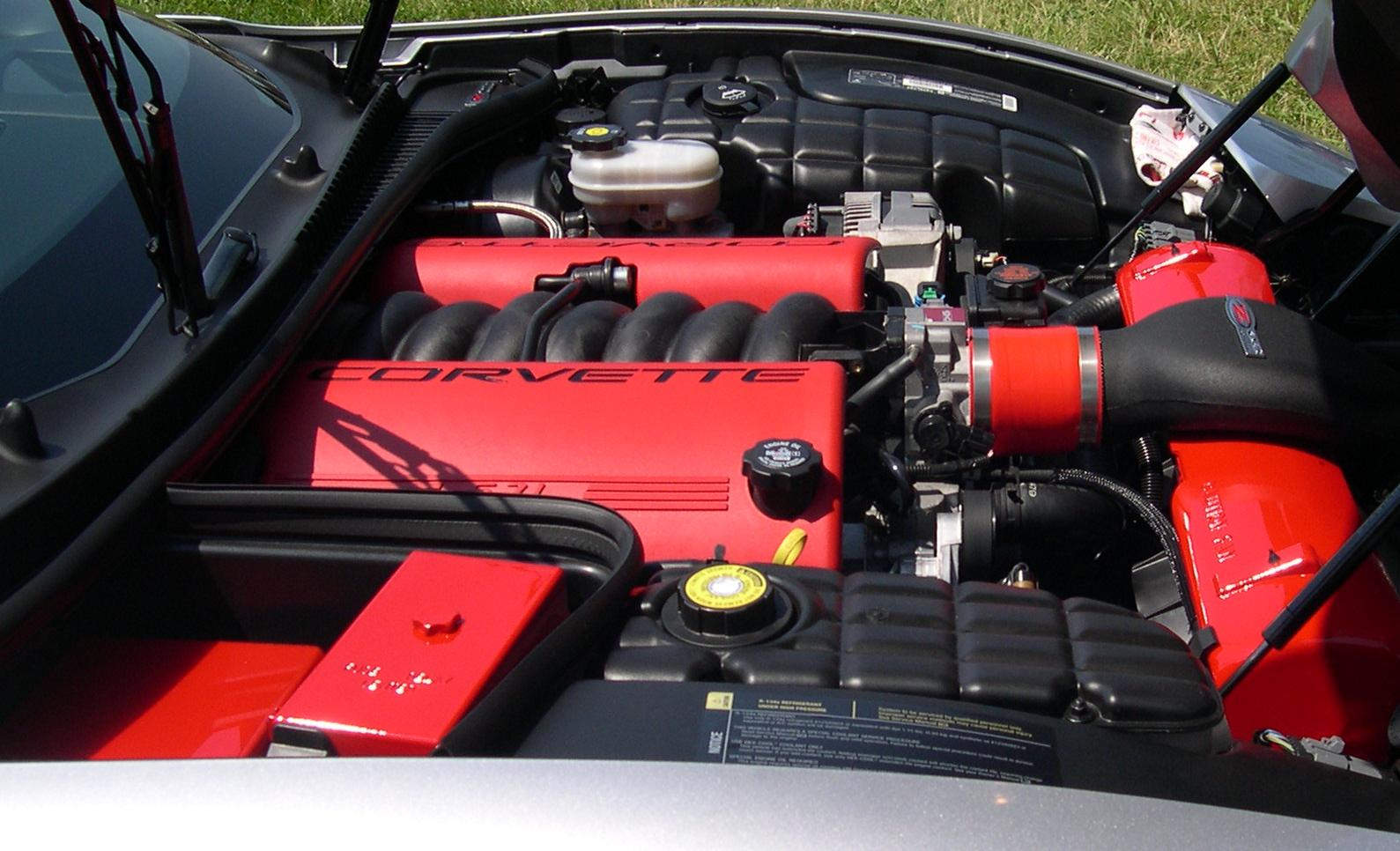
Vista di un motore LS6 su una Corvette C5 Z06

Il motore LS6 è una versione più spinta dell'unità LS1. La sigla nasce in ricordo del Big-block omonimo di trent'anni prima, quindi non va confuso con esso. L'unità LS6 introdotta nel 2001 mantiene la stessa cilindrata dell'unità LS1, ma è stata rivista negli organi di aspirazione, nella distribuzione (con un albero a camme più spinto) e nel sistema di lubrificazione adattato alle maggiori prestazioni. Dotato di un rapporto di compressione pari a 10.5:1 e di alimentazione a iniezione elettronica sequenziale, tale motore raggiungeva inizialmente la potenza massima di 385 CV a 6000 giri/min, mentre la coppia massima era di 522 Nm a 4800 giri/min. Ma già dal 2002 questo motore subì un incremento di prestazioni portandosi a 405 CV e a 542 N·m sempre a giri invariati.
Questo motore è stato montato su:
- Chevrolet Corvette C5 Z06 (2001-04);
- Cadillac CTS-V (2004-05).

### Quarta generazione
La quarta generazione di motori Small-block è una diretta evoluzione della terza, rispetto alla quale cambia per vari affinamenti e per la predisposizione di questi nuovi motori ad accogliere nuove tecnologie fino a quel momento non adottate dalla General Motors. I motori Small-block di quarta generazione hanno infatti la possibilità di montare anche un dispositivo per la fasatura variabile, anche se tali motori finora non hanno beneficiato di tale innovazione.

Tra le caratteristiche che differenziano questi motori dai precedenti, vi è un sistema denominato Active Fuel Management, il quale prevede l'esclusione di quattro degli 8 cilindri in caso di utilizzo "leggero" del motore, in modo da abbattere i consumi quando non sono richieste alte prestazioni.

Sono invece nuovi il basamento e le testate, anche se alcune caratteristiche costruttive vengono ancora riprese dai gloriosi Small-block di prima generazione. Anche in questo caso, come nei motori di terza generazione, quasi tutte le versioni sono in lega di alluminio con canne in ghisa. Solo una, in questo caso, ha il monoblocco in ghisa.

Se i motori di terza generazione sono stati proposti solo in due versioni, quelli di quarta generazione formano una famiglia decisamente più numerosa, composta da ben 11 versioni, le quali hanno raggiunto cilindrate assai notevoli, che in passato erano tipiche dei motori Big-Block. Si tratta quindi dei più grandi motori Small-block mai prodotti. Le caratteristiche delle varie versioni sono illustrate di seguito.

#### LS2

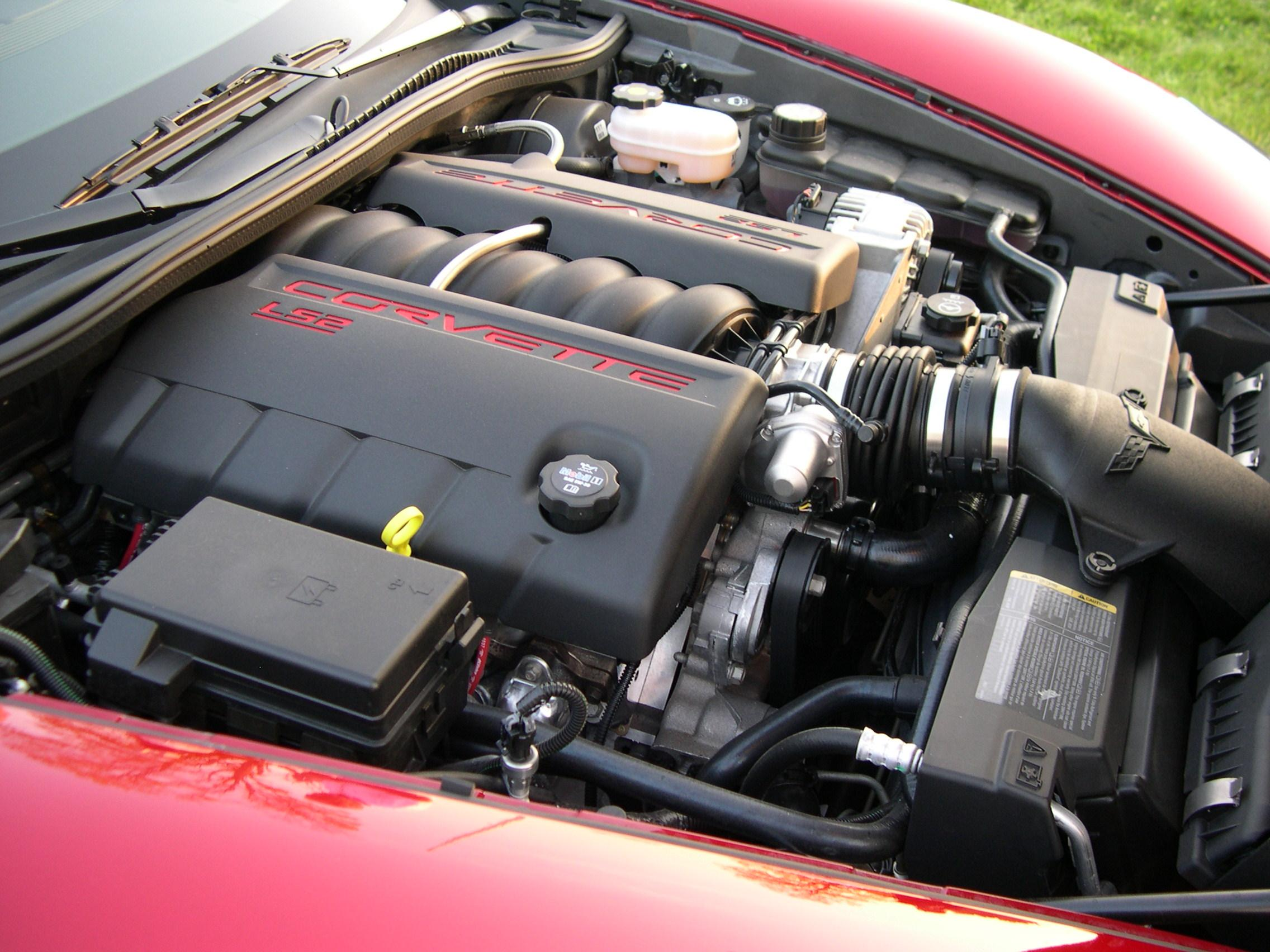
Vista di un motore LS2

Il motore LS2 è stato il primo motore Small-block di quarta generazione a esordire. Tale motore presenta misure di alesaggio e corsa pari a 101.60x92 mm, per una cilindrata di 5967 cc. Il rapporto di compressione è pari a 10.9:1 e la potenza massima raggiunge 400 CV a 5200 giri/min, con una coppia motrice di 540 N·m a 4000 giri/min. Inizialmente concepito per equipaggiare le versioni di base della Corvette sesta serie, si è in seguito diffuso su altri modelli. Le applicazioni di tale motore comprendono così:
- Corvette C6 base (2004-07);
- Cadillac CTS-V (2006-07);
- Chevrolet SSR (2005-06);
- Chevrolet TrailBlazer SS (2006-08);
- Pontiac GTO (2005-06);
- Saab 9-7X Aero (2008-10);
- Vauxhall Monaro Mk3 VXR (2005-06).
- Breckland Beira (2008).

Alcuni modelli della Holden hanno utilizzato il motore LS2 in una versione leggermente potenziata e portata a 412 CV.

#### LS4

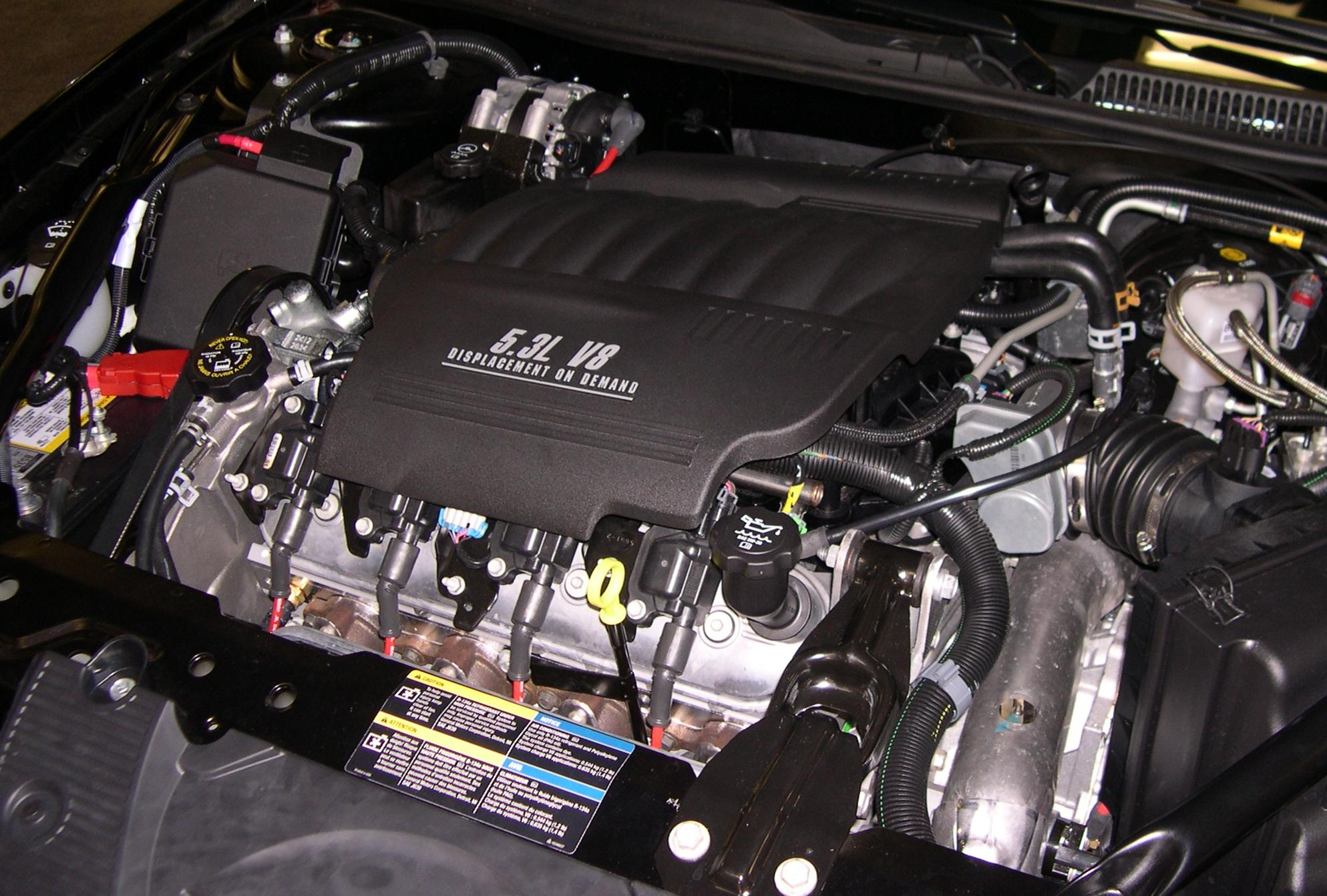
Vista di un motore LS4

Il motore LS4 ha esordito nel 2005 ed è una versione dealesata dell'unità LS2. Il diametro dei cilindri è stato portato da 101.60 a 96 mm, ferma restando la misura della corsa. In questo modo la cilindrata è scesa fino a quota 5328 cc. Questo motore, interamente in lega di alluminio come la quasi totalità dei motori Small-block di terza e quarta generazione, ha anche una sua versione con monoblocco in ghisa, che però non fa parte di questa famiglia, bensì della famiglia di motori Vortec.

Il motore LS4 monta anche il già menzionato sistema Active Fuel Management e ha un sistema di lubrificazione rivisto e assai raffinato, in modo da fornire un'adeguata lubrificazione anche in caso di curve affrontate ad alta velocità, che comporterebbero altrimenti rischi di pescaggio a vuoto della pompa dal carter olio.

Questo motore, forte di un rapporto di compressione di 10:1, eroga una potenza massima di 303 CV a 5600 giri/min e una coppia massima di 438 N·m a 4400 giri/min. È stato montato su:
- Chevrolet Impala Mk8 SS (2006-08);
- Chevrolet Monte Carlo Mk6 SS (2006-07);
- Pontiac Grand Prix Mk7 GXP (2006-08);
- Buick LaCrosse Mk1 Super (dal 2008).

#### L76

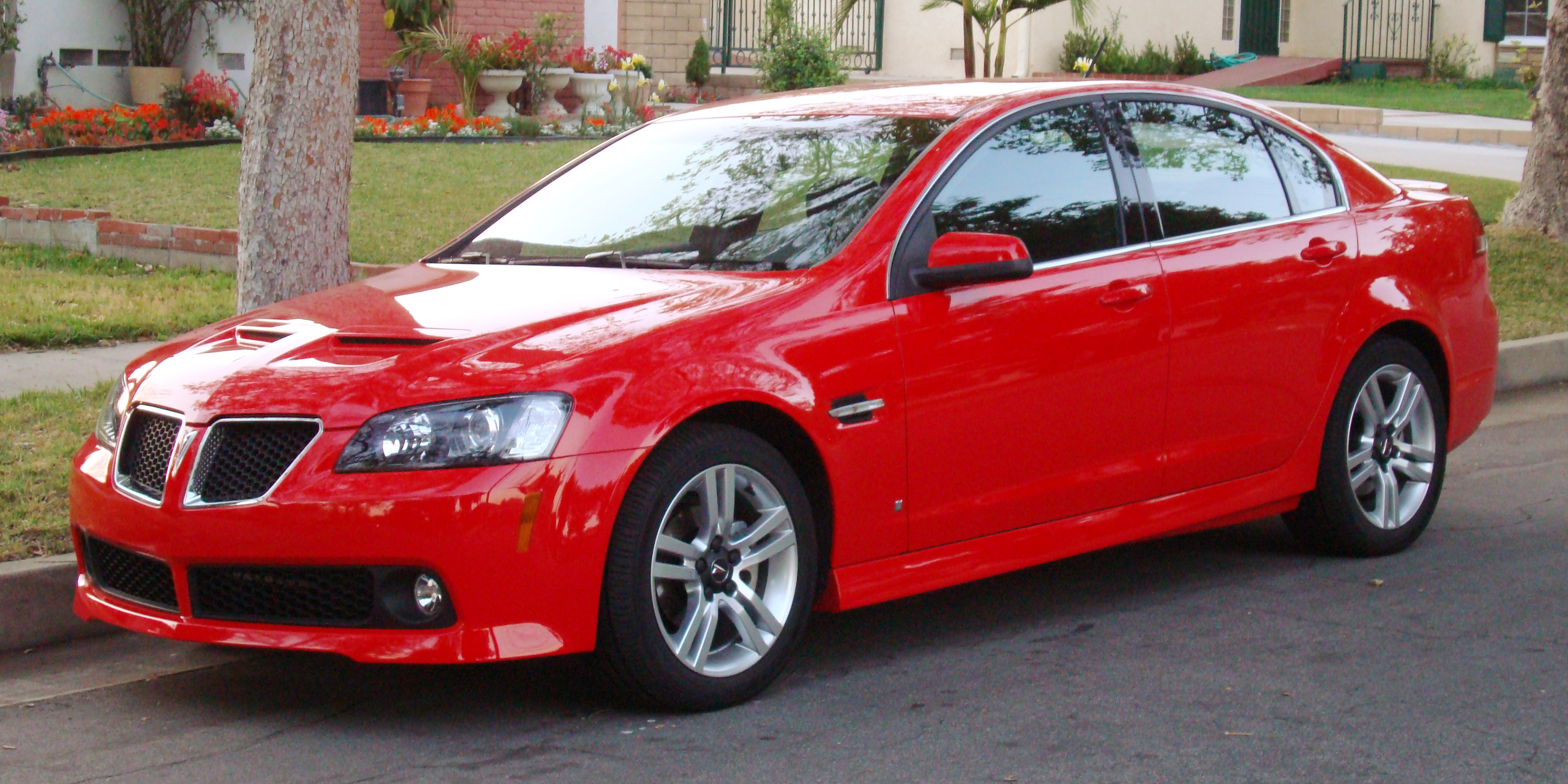
Le Pontiac G8 del 2008 montano un motore L76

Il motore L76 ha esordito nel 2006 ed è una variazione sul tema dell'originario 6 litri LS2, del quale conserva le caratteristiche dimensionali. È stato proposto sia in versione con Active Fuel Management, sia senza. Si tratta di una versione depotenziata dell'unità LS2. Rispetto a quest'ultima, infatti, il rapporto di compressione è stato abbassato da 10.9 a 10.4:1. I livelli di potenza sono due, uno da 348 e uno da 361 CV, con valori di coppia massima pari rispettivamente a 510 e 526 N·m.

La prima variante è quella senza Active Fuel Management ed è stata montata sulle Holden VZ Commodore, prodotte dal 2006 in poi. La seconda variante, provvista anche del sistema di esclusione dei cilindri, ha trovato applicazione sulla Pontiac G8 GT, prodotta a partire dal 2008.

#### L98
Questo motore, data la sua sigla, non va confuso con l'omonima variante dello Small-block di prima generazione da 350 pollici cubi (vedi Chevrolet Small-Block 350). Il nuovo propulsore di quarta generazione è una versione leggermente modificata del motore L76 nella variante senza Active Fuel Management. L'assenza di tale sistema ha reso possibile l'eliminazione di alcuni piccoli componenti risultati ridondanti. La loro assenza ha permesso un leggerissimo mutamento di prestazioni. La potenza massima è salita da 348 a 362 CV a 5700 giri/min mentre la coppia massima è salita da 510 a 530 N·m a 4400 giri/min. Anche se basato sulla variante del L76 destinata al mercato australiano, tale motore è stato impiegato anche su modelli statunitensi. Le sue applicazioni comprendono:
- Holden VE Commodore (2006-07);
- Holden WM Statesman e Caprice (2006-07);
- Chevrolet Lumina SS, solo per i mercati sudafricano e mediorientale (2007-08);
- Chevrolet Caprice SS, solo per il mercato mediorientale (2007-08).

#### LS7

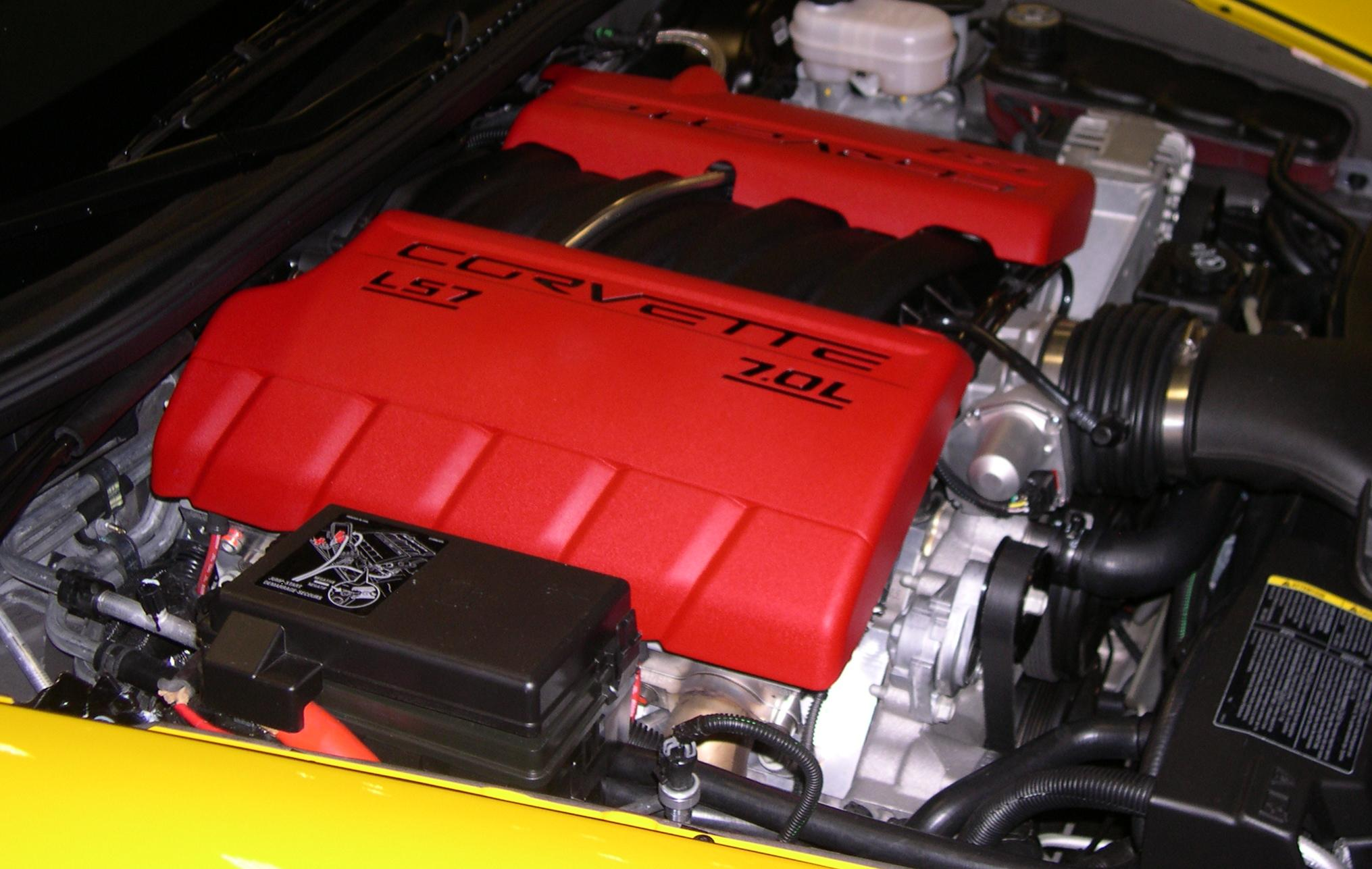
Vista di un motore LS7 in una Corvette Z06

Il motore LS7 ha anch'esso esordito nel 2006. Si tratta del motore al top della gamma degli Small block GM di quarta generazione. Esso nasce sulla base dell'unità LS2, la quale è stata rivista molto in profondità. Innanzitutto l'alesaggio è stato aumentato da 101.6 a 104.9 mm, e anche la corsa ha subito un incremento, passando da 92 a 101.6 mm. La cilindrata totale è passata così a 7011 cc. L'albero a gomiti è realizzato in acciaio forgiato, le bielle sono in titanio e i pistoni sono realizzati in una lega speciale in grado di contenere la dilatazione dei pistoni una volta raggiunta la temperatura di esercizio. Le valvole sono state aumentate di diametro, sia quelle di aspirazione sia quelle di scarico. Con un rapporto di compressione pari a d 11:1, la potenza massima raggiunge 505 CV a 6300 giri/min, con un generoso apporto di coppia motrice, il cui picco raggiunge 637 N·m a 4800 giri/min.

Oltre che sulla Chevrolet Corvette C6 Z06 prodotta a partire dal 2007, questo motore viene montato anche sulla HSV W427, un particolare modello della Holden in vendita dalla fine del 2008.

Dal motore LS7 sono state derivate due varianti degne di nota. La prima, siglata LS7-R, è il motore impiegato sulle Corvette C6R destinate al Campionato American Le Mans Series ed è stato eletto Motore Sportivo dell'Anno al Professional Motorsport World Expo del 2006 a Colonia (Germania). La seconda variante è siglata LSX ed è un motore realizzato a scopo dimostrativo, nato dalla maggiorazione del motore LS7, la cui cilindrata è stata portata a 8374 cc. Tale motore è l'unico degli Small-block di quarta generazione a montare un monoblocco in ghisa ed è in grado di sopportare carichi enormi, fino a 2500 CV. È stato progettato in collaborazione con un ex pilota di dragster ed è stato presentato in occasione del SEMA Show del 2006.

#### LS3

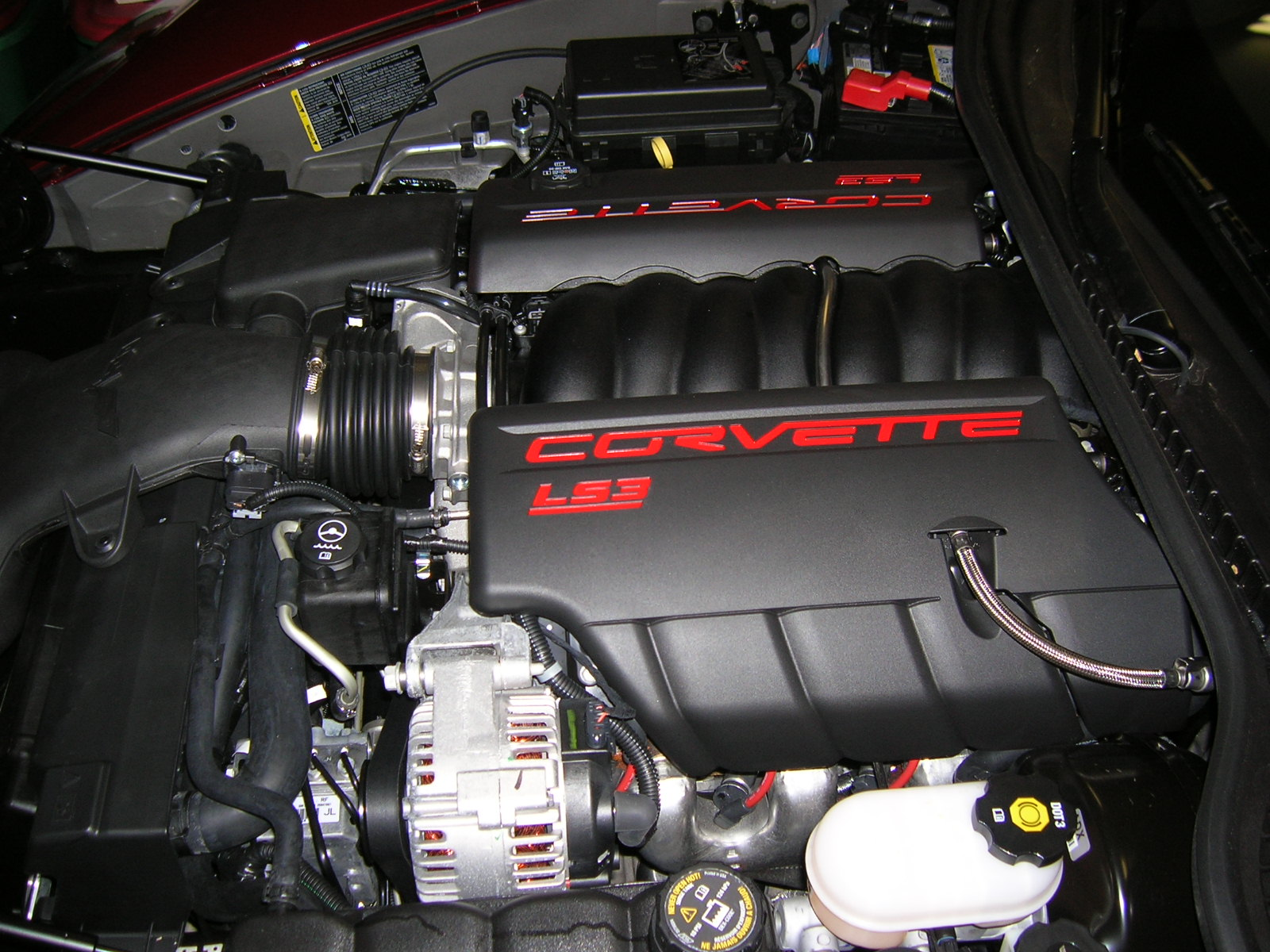
Vista di un motore LS3

Il motore LS3 è stato introdotto nel 2007 per equipaggiare la Chevrolet Corvette C6 di base nella versione model year 2008. La sigla è identica a quella di un motore Big-block d'inizio anni settanta, per cui non va fatta confusione tra i due. Tale nuovo motore deriva dall'unità LS2, la quale è stata rialesata facendo passare il diametro dei cilindri da 101.60 a 103.25 mm, mentre la corsa è rimasta a 92 mm. La cilindrata è così aumentata da 5967 a 6162 cc. Gli aggiornamenti tecnici riguardano principalmente l'aspirazione e prevedono nuovi collettori più prestanti e testate a condotti di aspirazione perfezionati. L'alimentazione prevede iniettori mutuati dal motore LS7. Anche la distribuzione ha subito migliorie, consistenti in valvole maggiorate e assi a camme dal profilo più spinto. Con un rapporto di compressione di 10.7:1, il motore LS3 raggiunge una potenza massima di 430 CV a 5900 giri/min e una coppia massima di 575 N·m a 4600 giri/min. Questo motore poteva essere dotato a richiesta di un pacchetto di gestione ottimale dello scarico, grazie al quale la potenza massima saliva a 436 CV e la coppia massima a 580 N·m.

#### L99
Il motore L99 è un motore derivato dall'unità LS3, rispetto alla quale è però depotenziato. Tale motore eroga infatti 400 CV a 5000 giri/min, con coppia massima di 535 N·m a 4500 giri/min. Questo motore è stato presentato nel 2008, e si prevede che verrà montato sulla nuova generazione della Chevrolet Camaro, la quinta, a partire dal 2010. Questo motore porta la stessa sigla di un motore appartenente alla seconda generazione e per questo motivo occorre prestare attenzione per non fare confusione tra i due motori.

#### LS9

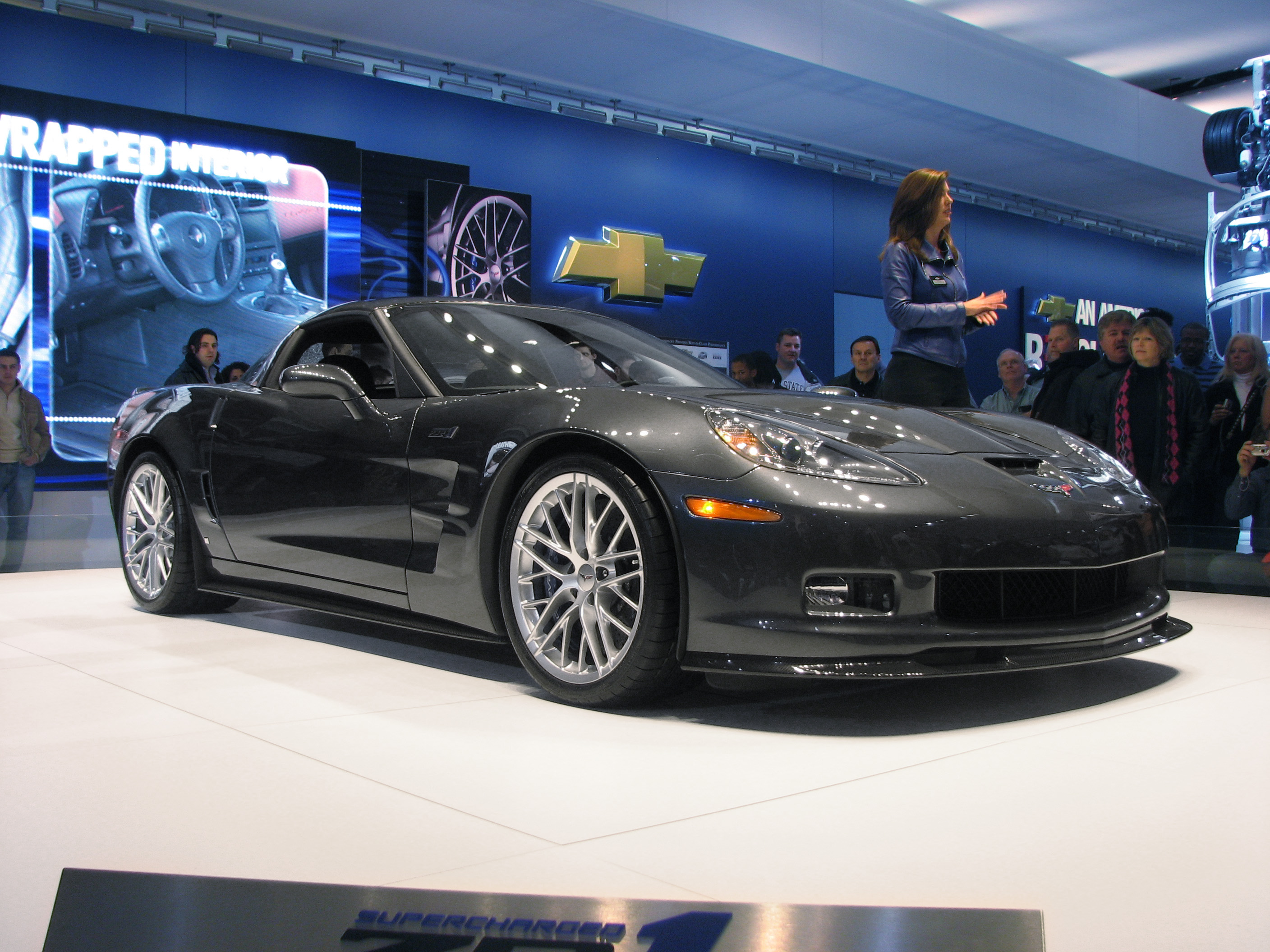
La Corvette C6 ZR-1 monterà il motore LS9

Il motore LS9 deriva dal motore LS3, del quale in pratica è la versione sovralimentata. In particolare si tratta del primo Small-block della storia sovralimentato di serie. La sovralimentazione avviene tramite un compressore volumetrico Eaton a quattro lobi. L'alimentazione è a iniezione elettronica sequenziale, mentre il rapporto di compressione è di 9.1:1. La potenza massima raggiunge così 638 CV a 6500 giri/min, la coppia massima raggiunge un picco di 819 N·m a 3800 giri/min

Questo motore viene montato sulla Chevrolet Corvette C6 ZR-1 lanciata nel 2009 e sulla Savage Rivale Roadyacht GTS dello stesso anno.

#### LSA
Il motore LSA è una variante del motore LS9, rispetto al quale si differenzia sostanzialmente per la presenza di un compressore volumetrico meno prestante, che rende il V8 da 6.2 litri in grado di raggiungere una potenza massima di 556 CV a 6100 giri/min e una coppia massima, comunque notevole, di 747 N·m a 3800 giri/min. Questo motore è montato sulla Cadillac CTS-V Mk2.